# Župnija Gozd
Župnija Gozd je rimskokatoliška teritorialna župnija dekanije Kamnik nadškofije Ljubljana.
Župnijska cerkev je cerkev sv. Ane.
Na mestu starejše predhodnice sezidana poznobaročna cerkev (posvečena 1838). Osmerokotna ladja s kupolo,prezbiterij s polkupolo in zahodni zvonik. Cerkvena oprema iz 19. stol. (I. Vurnik). Obdaja jo obzidano pokopališče s kamnitim portalom.
Podružnična cerkev je cerkev sv. Ahaca v Kališah.
Enoladijska zidana cerkev z gotskim rebrasto obokanim prezbiterijem. Stavbarsko in kamnoseško delo Kamniške delavnice. Naslikani glavni (1772) in stranska oltarja delo J. Potočnika,oltarne slike M. Koželj.